# Josh Hall (basket-ball)
Pour les articles homonymes, voir Josh Hall.
Joshua Karon Lee Hall, né le 8 octobre 2000 à Greenville en Caroline du Nord, est un joueur américain de basket-ball évoluant au poste d'ailier.

## Biographie

### Carrière universitaire
Le 19 novembre 2020, il signe un contrat two-way avec le Thunder d'Oklahoma City. Hall est licencié le 12 septembre 2021.